# شیطان (فیلم ۲۰۱۱)
«شیطان» (اسپانیایی: Diablo‎) فیلمی در ژانر درام آرژانتینی به کارگردانی Nicanor Loreti است که در سال ۲۰۱۱ منتشر شد.